# Amblyscarta stillifera
Amblyscarta stillifera är en insektsart som beskrevs av Carl Stål 1862. Amblyscarta stillifera ingår i släktet Amblyscarta och familjen dvärgstritar. Inga underarter finns listade i Catalogue of Life.